# Cray MTA-2
Cray MTA-2 многопроцессорный суперкомпьютер с разделяемой памятью (SM-MIMD), выпущенный компанией Cray в 2002 году. Его необычный дизайн основан на суперкомпьютере Tera одноимённой компании Tera Computer Company. Изначальный суперкомпьютер Tera (также известный под названием MTA) оказался неудобным для массового производства из-за агрессивного подхода к упаковке логических элементов и выбранной технологии соединения процессоров. Модель MTA-2 являлась попыткой решить эти проблемы и сохранить при этом архитектуру процессора. Процессор был выполнен на одном кристалле кремния по технологии КМОП вместо 26 кристаллов на базе арсенида галлия в исходной модели MTA; также продвинутая топология 4-мерного тора была заменена на более масштабируемую топологию «граф Кэли». Название Cray к модели было добавлено после того, как компания Tera Computer Company в 2000 году выкупила подразделение Cray Research у компании Silicon Graphics, слилась с этим подразделением и сменила название на Cray Inc.
Модель MTA-2 не имела коммерческого успеха. Только одна 40-процессорная система (под названием «Boomer»; 200 МГц, 160 ГБ ОЗУ) была продана Лаборатории военно-морских исследований США (NRL) в 2002 году, и еще одна — 4-процессорная система — Исследовательскому институту электронной навигации (Electronic Navigation Research Institute, ENRI) в Японии.
Суперкомпьютеры MTA стали первыми, где использовались следующие технологии (а потом и в другой продукции компании Cray Inc.):
- Простая модель программирования, ориентированная на целую машину (whole-machine oriented programming model).
- Аппаратная многопоточность с целью скрытия задержек доступа к ОЗУ[5] (до 128 потоков на процессор).
- Низкие затраты на синхронизацию между потоками.

В 2007 году на смену модели Cray MTA-2 пришла модель Cray XMT.